# کولوندا

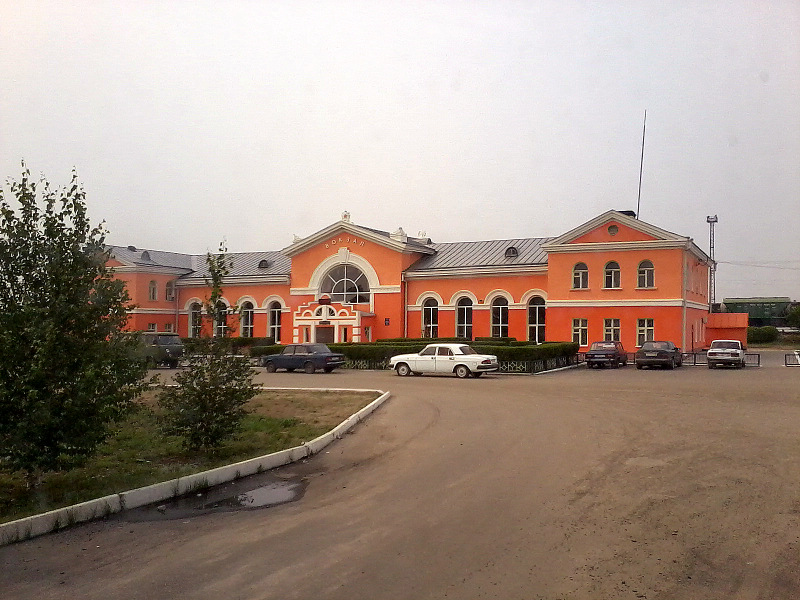
منطقه مسکونی کولوندا

کولوندا (به لاتین: Kulunda) یک منطقهٔ مسکونی در روسیه است که در سرزمین آلتای واقع شده‌است.